# Wysokogórskie Obserwatorium Meteorologiczne IMGW-PIB na Kasprowym Wierchu
Wysokogórskie Obserwatorium Meteorologiczne IMGW-PIB na Kasprowym Wierchu – komórka organizacyjna Instytutu Meteorologii i Gospodarki Wodnej podległa Działowi Służby Hydrologiczno-Meteorologicznej Oddziału IMGW w Krakowie. Obserwatorium mieści się w najwyżej położonym budynku w Polsce, znajdującym się na wysokości 1987 m n.p.m., na szczycie Kasprowego Wierchu.

## Historia

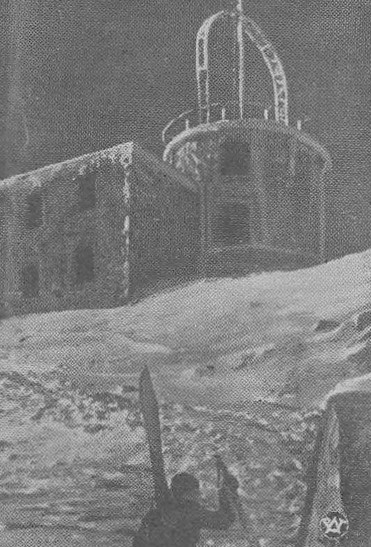
Obserwatorium podczas otwarcia w styczniu 1938

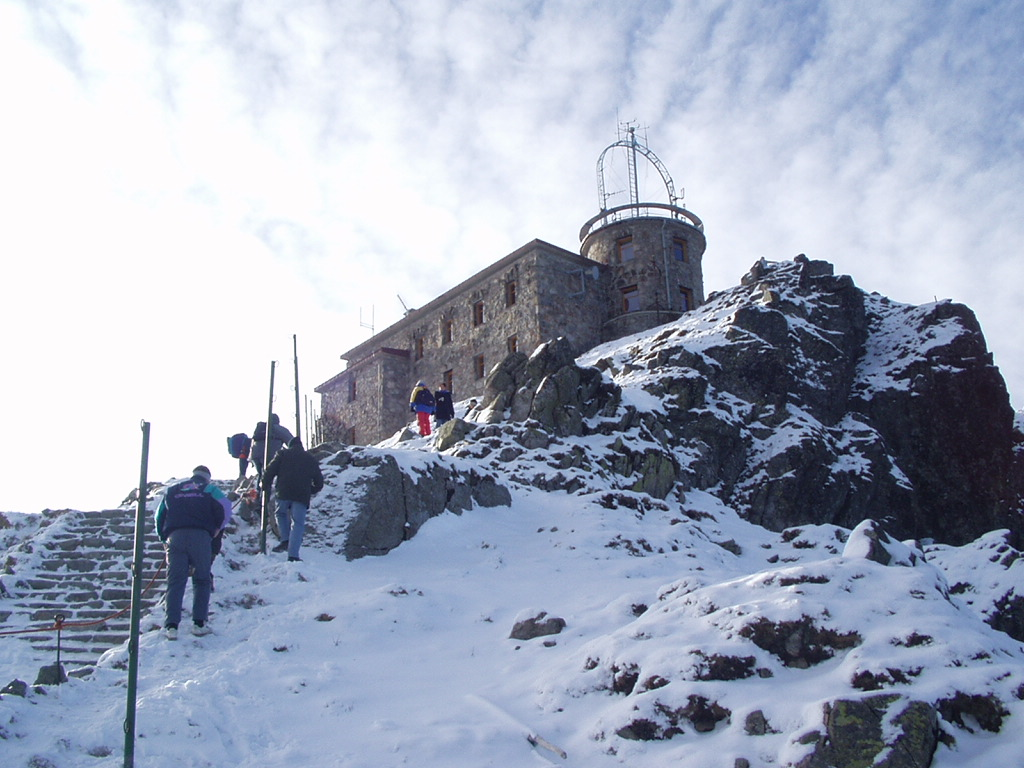
Wysokogórskie Obserwatorium Meteorologiczne na Kasprowym Wierchu

Budynek obserwatorium meteorologicznego na Kasprowym Wierchu wzniesiony został w latach 1936–1937 według projektu Aleksandra Kodelskiego i Anny Kodelskiej zaś najwyżej położonym budynkiem w Polsce stał się we wrześniu 1939 r. po zajęciu przez ZSRR obserwatorium astronomicznego na Popie Iwanie.
Poświęcenie i otwarcie obserwatorium miało miejsce 22 lub 23 stycznia 1938.
Wniosek o budowę wysokogórskiego obserwatorium meteorologicznego wysunął w lipcu 1934 r. J. Lugeon, ówczesny dyrektor Państwowego Instytutu Meteorologicznego. W związku z planowaną budową kolei linowej na Kasprowy Wierch zaproponowano, aby budynek zbudowano właśnie na tym szczycie. Od grudnia 1935 r. były prowadzone niektóre obserwacje meteorologiczne. Właściwe prace budowlane rozpoczęto jesienią 1936 r. i zakończono po roku. 22 grudnia 1937 r. nastąpił odbiór budynku. Stacja zaczęła działać w pełnym zakresie z początkiem 1938 r. W styczniu owego roku odbyło się uroczyste otwarcie tego, szóstego wówczas w Europie co do wysokości, obserwatorium meteorologicznego. Pierwszym kierownikiem stacji został Edward Stenz.
Obserwatorium wykonuje pomiary synoptyczne oraz klimatologiczne, a także obserwacje zlodzenia, opadów, natężenia promieniowania słonecznego, zjawisk optycznych, radioaktywności, oraz grawimetryczne i astrofizyczne. Przekazuje też informacje dotyczące osłony przeciwpowodziowej, jak również komunikaty dla Polskich Kolei Linowych i Tatrzańskiego Ochotniczego Pogotowia Ratunkowego. 
Od lat 90. XX w. w obserwatorium działa Laboratorium Pomiaru Gazów Cieplarnianych KASLAB, jednostka utworzona przez IMGW-PIB we współpracy z Wydziałem Fizyki i Informatyki Stosowanej Akademii Górniczo-Hutniczej w Krakowie, Instytutem Fizyki Jądrowej PAN w Krakowie oraz Instytutem Fizyki Atmosfery Uniwersytetu w Heidelbergu. W laboratorium rejestrowane są stężenia atmosferyczne dwutlenku węgla i metanu. 
Do czasów obecnych największy poryw wiatru oficjalnie zmierzony na Kasprowym Wierchu to 288 km/h. Miał on miejsce 6 maja 1968. Historyczny rekord pokrywy śnieżnej pochodzi z 31 marca 1939. Wówczas na Kasprowym Wierchu zanotowano 388 cm śniegu.

## Zobacz też

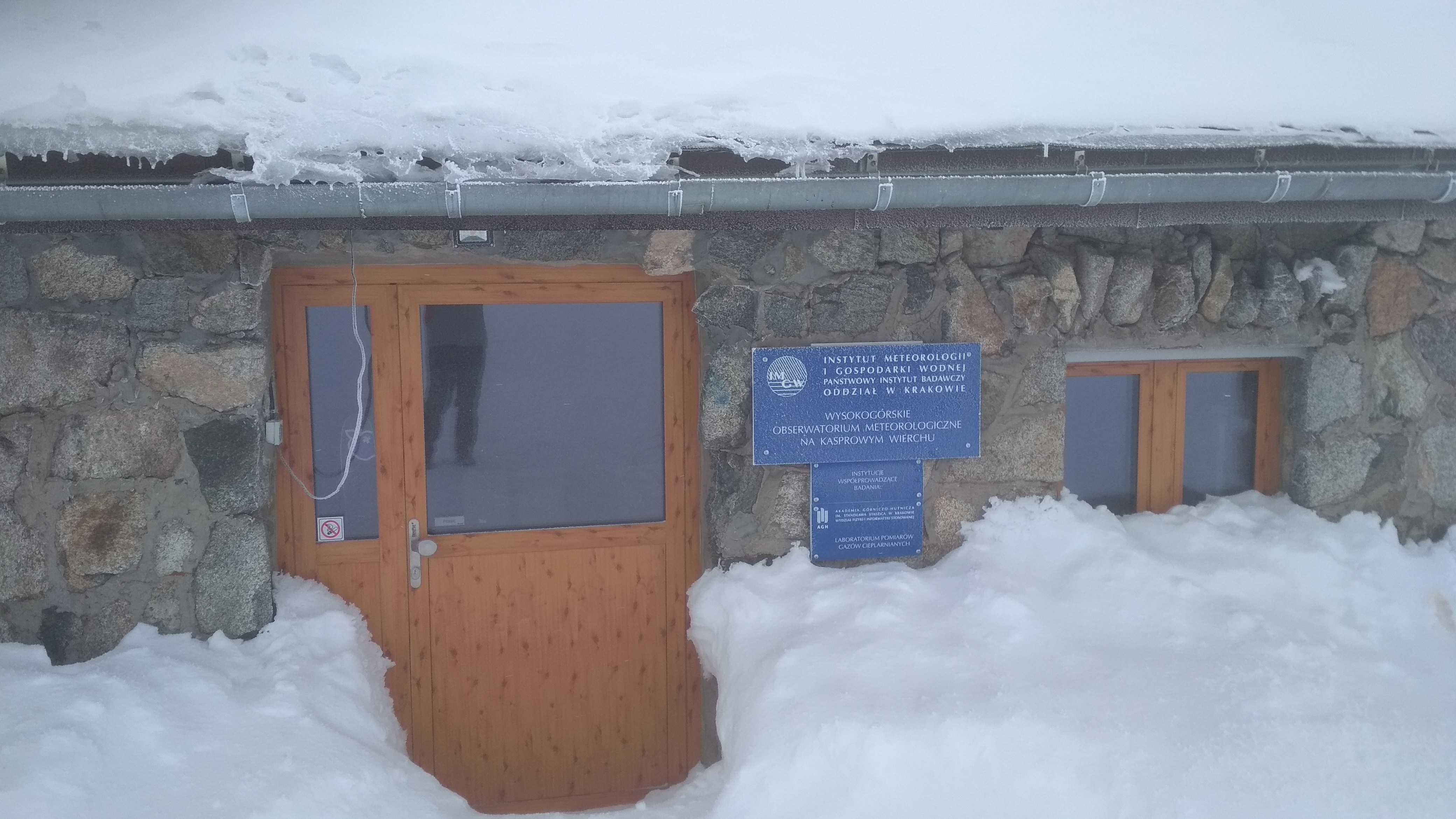
Wejście